# Haut-Martelange
Haut-Martelange (Luxemburgs: Uewermaarteleng, Duits: Obermartelingen) is een plaats in de gemeente Rambrouch en het kanton Redange in Luxemburg. Haut-Martelange is een langgerekt gehucht dat langsheen de oostzijde van de Belgische gewestweg N4 ligt, met de Belgische gemeente Martelange aan de overkant van de straat. 
Het gehucht telt slechts 23 inwoners (2014) en ontleent zijn belang aan de hoeveelheid tankstations en drankwinkels die er gevestigd zijn. Luxemburg heft aanzienlijk lagere accijnzen heft op brandstoffen en alcohol dan België. Hiermee is het voor de verkopers van deze producten lucratief om zich aan de Luxemburgse kant van de grens – in Haut-Martelange – te vestigen.

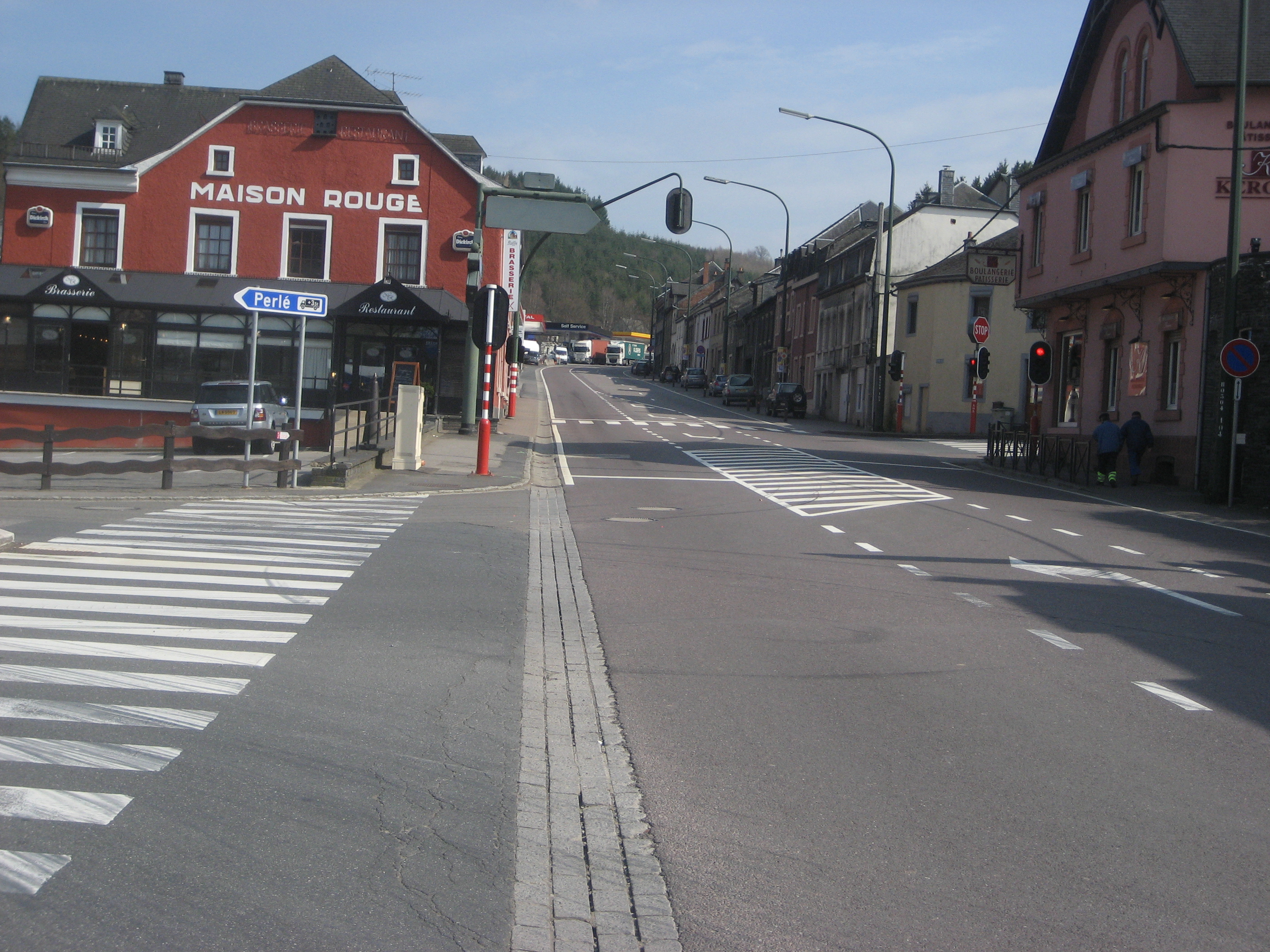
Grens in Martelange. De straat zelf inclusief trottoirs en de rechterzijde ervan horen bij België, de huizen en tankstations links staan in Haut-Martelange

Arsdorf · Bigonville · Bilsdorf · Eschette · Folschette · Haut-Martelange · Holtz · Hostert · Koetschette · Perlé · Rambrouch · Rombach · Schwiedelbrouch · Wolwelange

Luxemburgse gemeenten · Kanton Redange · Luxemburg